# Abraxas intervacuata
Abraxas intervacuata är en fjärilsart som beskrevs av W. Warren 1896. Abraxas intervacuata ingår i släktet Abraxas och familjen mätare. Inga underarter finns listade i Catalogue of Life.